# 孔斯蒂圖西翁區
孔斯蒂圖西翁區（西班牙語：Distrito de Constitución），是秘魯的一個區，位於該國中部帕斯科大區的奧克薩潘帕省，始建於2010年6月14日，北面和東北面是印加港省，東面是波蒂略上校省。